# Koel Purie
Koel Purie, née  le 25 novembre 1978 à Delhi, est une actrice du cinéma indien, une productrice et présentatrice de la télévision indienne. Elle fait ses débuts dans le film Everybody Says I'm Fine! (en)  de Rahul Bose en 2001 et a ensuite joué dans Road to Ladakh (en) aux côtés d'Irfan Khan. Elle a suivi une formation à la Royal Academy of Dramatic Art de Londres. Depuis, elle a travaillé sur plus de 20 films en Inde, au Royaume-Uni et au Canada, a joué le rôle de Desdémone au prestigieux Leicester Haymarket, a joué dans la production théâtrale très bien accueillie de A Taste for Mangoes (une adaptation de White Mughals de Willian Dalrymple), a produit des émissions télévisées de premier ordre, a écrit pour la plupart des publications grand public (dont Cosmopolitan, DNA, Harper's Bazaar, India Today). Purie a été nommée mascotte du tourisme par le gouvernement japonais alors qu'elle vivait à Tokyo. Elle a tourné plusieurs vidéos pour promouvoir le tourisme au Japon. Purie vit désormais à Paris et a créé sa propre société de production pour réaliser des contenus cinématographiques, numériques et vidéo pour diverses plateformes. 

## Filmographie
- Everybody Says I'm Fine! (en) (2001)
- American Daylight (en) (2004)
- Road to Ladakh (en) (2004)
- White Noise (2005)
- Nazar (en) (2005)
- Mixed Doubles (en) (2006)
- Mera Dil Leke Dekho (2006)
- The Lookalike (2006)
- Life Mein Kabhie Kabhiee (en) (2007)
- Amal (en) (2007)
- It's Breaking News (en) (2007)
- The Great Indian Butterfly (en) (2007)
- Secrets of the Seven Sounds (2008)
- Rock On!! (2008)
- 10ml LOVE (en) (2012)
- The Zoya Factor (2019)